# Lexingtonski alarm
Lexingtonski alarm je po vseh ameriških kolonijah oznanil, da se je revolucionarna vojna začela z bitko pri Lexingtonu in obleganjem Bostona 19. aprila 1775. Cilj je bil zbrati domoljube na lokalni ravni za boj proti Britancem in podporo minutmenom iz milice Massachusettsa.
Eden od prvih jezdecev je bil Paul Revere.
Glej tudi:
- Bitka pri Lexingtonu in Concordu
- Bitka pri Meriam's Corner
- Bitka pri Menotomy